# 成貞王后
成貞王后（?—?）金氏，又作嚴貞王后，新羅第33代君主聖德王的夫人。
成貞王后是乘府令、蘇判金元泰之女。704年（武则天长安四年，聖德王三年）五月，聖德王納金氏爲妃。716年（唐玄宗开元四年，聖德王十五年）三月，聖德王让成貞王后出宫，賜她彩五百匹、田二百結、租一萬石、宅一區，宅第買下康申公舊居，賜给她。720年（开元八年，聖德王十九年）三月, 聖德王納伊湌金順元之女爲王妃。

## 家族
- 父亲：金元泰，乘府令、蘇判
- 丈夫：聖德王
  - 子：金重慶，立为太子，717年（开元五年，聖德王十六年）卒，谥号孝殤太子